# Gare de Sainte-Henriette
La gare de Sainte-Henriette est un ancien projet français de troisième gare ferroviaire pour la Métropole de Lille et de gare TGV au sud de la ville de Lille (Nord), sur la LGV Nord. Elle devait permettre de désengorger les gares de Lille probablement saturées, d'assurer une connexion avec l'ancien bassin minier grâce à un tram-train ou un RER et de capter un flux de plusieurs millions de visiteurs potentiels avec les dessertes des Thalys et Eurostar.
La future gare aurait pu être implantée à Hénin-Beaumont, au carrefour de l'autoroute A1, de l'autoroute A 21, de la LGV Nord et de la ligne classique Paris – Lille.
Le projet, repris en 2024, du service express régional métropolitain Hauts-de-France marque l'abandon de la construction de la gare de Sainte-Henriette, remplacée par l'utilisation de l'actuelle gare d'Hénin-Beaumont,.

## Histoire
En avril 2009, Daniel Percheron, président du conseil régional du Nord-Pas-de-Calais et Bruno Bonduelle, président de la CCI du Grand Lille, sont partisans de la création d'une troisième gare TGV à Seclin. Marc-Philippe Daubresse, premier vice-président de la communauté urbaine, les rejoint dans ce choix,. Cependant, Martine Aubry, maire de Lille, et Éric Quiquet, vice-président aux transports, restent opposés à cette nouvelle gare au sud de Lille. Selon eux, il faudrait plutôt réaménager les deux gares, Lille Flandre et Lille-Europe, déjà existantes, avec une rénovation en ville renouvelée sur elle-même, comme cela est en cours non loin de Lille à Gand avec la rénovation de la gare de Saint-Pierre qui améliorera la cadence et le nombre des trains, mais aussi l'intermodalité.
Si la gare ne peut pas se faire à Seclin, elle pourrait être placée au nord d'Arras ou au pied du terril Sainte-Henriette à Hénin-Beaumont. Selon Léonce-Michel Deprez, président de la CCI de Béthune, la gare doit s'implanter à Hénin-Beaumont. Elle serait le départ logique du tramway et permettrait la création d'un « hub » ferroviaire complété avec un RER.
Depuis le 5 octobre 2009, le désengorgement de la gare de Lille-Flandres a été acté par le conseil régional. Réseau ferré de France devrait entamer des travaux qui permettront de dégager 29 % de capacité en plus. Les travaux qui doivent commencer en 2010 pour se terminer en 2013 remettent sérieusement en cause l'intérêt d'une troisième gare. Néanmoins, pour ses vœux de 2010, Daniel Percheron met à la disposition dix millions d'euros pour le Parc des îles, ainsi que pour une nouvelle gare TGV à hauteur du terril Sainte-Henriette à Hénin-Beaumont. Un an plus tard, le 5 octobre 2010, avec la demande de subvention pour le RER Lille - Bassin minier par Daniel Percheron, l'idée de la gare TGV refait surface. Pour la SNCF, l'emplacement à Hénin-Beaumont est réalisable, pour le monde économique, l'emplacement serait plutôt Seclin, alors que pour Martine Aubry cette gare doit se situer à Lille.